# Junan (meteoryt)
Junan – meteoryt kamienny należący do chondrytów oliwinowo-hiperstenowych L 6, spadły 15 maja 1976 roku w chińskiej prowincji  Szantung.  Z miejsca upadku meteorytu pozyskano 950 g materii meteorytowej.